# Mathilde Falch
Mathilde Juhl Lyneborg-Falch (født 30. december 1989 i Søborg) er en dansk sangerinde og sangskriver. Hun har udgivet fem albums, et livealbum og en EP. Hun er datter af den danske sanger og skuespiller Michael Falch.

## Privatliv
Familien flyttede fra Søborg til Gammel Kalvehave på Sydsjælland, da Mathilde var syv år. I hendes barndomshjem var der altid gang i musikken og sangskrivningen, og hun lærte at spille klaver og tværfløjte og begyndte tidligt at skrive egne sange, men hun fik først modet til selv at synge dem, da hun tog på efterskole.
Som 16-årig udviklede hun en spiseforstyrrelse, der var så alvorlig, at hun blev indlagt på psykiatrisk hospital i seks måneder. Efter udskrivning flyttede hun i egen lejlighed i Vordingborg. Fyldt med ny livslyst begyndte hun at dele sine følelser og tanker i sange, der på ingen måde lægger fingre imellem.
Efter en tid i Vordingborg flyttede Mathilde Falch til København, hvor hun samlede et band omkring sig og selv begyndte at booke koncerter på små cafeer - hovedsageligt i det storkøbenhavnske område. Samtidig med at musikken fyldte mere og mere i hendes liv, arbejdede hun bl.a. som credit-card-sælger og på en genbrugsstation for at spare penge sammen til at gå i studiet og indspille.
Mathilde Falch blev i sommeren 2012 gift med komikeren Jesper Juhl. I stedet for at holde tale til sin gom, valgte Mathilde at skrive en sang med titlen "Når du er her". Sangen udkom som single i efteråret 2012 og blev fulgt op af en stribe solo-koncerter, hvor hun også fortalte om sin sejr over den spiseforstyrrelse, der tidligere har præget hendes liv.[kilde mangler]

## Karriere
Mathilde Falch pladedebuterede i januar 2009 med singlen "Måske om 5 år", men havde inden da  optrådt som både soloartist og med band på mindre klubscener i Danmark. Senere på året stiftede hun sit eget pladeselskab. Navnet valgtes efter en afstemning på Facebook, hvor fans kom med forslag, og Just For The Record foreslået af komikeren Lars Hjortshøj vandt stort.[kilde mangler]
I efteråret 2009 TV-debuterede hun i et enkelt afsnit af DR-serien Livvagterne, hvor hun sang "Solen er saa rød, Mor". Debutsinglen blev fulgt op af EP'en Kom Med Mig i 2010, der rummede fire numre. Den fik gode anmeldelser.[kilde mangler] Et kort uddrag af titelnummeret fra EP'en blev brugt i Livvagterne.
Mathilde Falch blev nu tilknyttet bookingbureauet Fyns Musik Kontor og tog på den første længere turné med eget band og nåede ud til et lidt bredere publikum. Efterhånden var hun ved at have tjent penge nok til at kunne gå i studiet og indspille sit debutalbum. Albummet Lad Mig Gå Fri udkom i februar 2012 og fik gode anmeldelser i flere medier. IJyllands-Posten skrev Anders Houmøller Thomsen bl.a.: "Mathilde Falch er en imponerende moden og fuldt flyvefærdig sangskriver"[kilde mangler]. I Søndagsavisen lød vurderingen: "Det oser langt væk af nærvær, indlevelse og gennemtænkte tanker og tekster."[kilde mangler] Musikmagasinet GAFFA gav dog kun tre ud af seks stjerner.
I 2012 spillede hun flere koncerter og blev sammen med sit band også booket til at optræde på nogle af landets større festivaler. Hun debuterede på Smukfest i Skanderborg i 2013.
I 2013 startede Falch et samarbejde med guitaristen og produceren Søren Christensen fra bandet The Blue Van. I Christensens hjemmestudie i en kælder på Nørrebro indspillede de den stribe sange, der i 2014 blev til Mathilde Falchs andet album, Bag Mine Øjenlåg. Albummet fik middelmådige anmeldelser.
i 2015 udsendte hun sit tredje album, Alle Taler, der vælges som "Ugens Album" på P4.
Falch samarbejder med Landsforeningen SIND, hvor hun i 2015 blev udnævnt som ambassadør.

## Diskografi
- Kom Med Mig (EP) (2010)
- Lad Mig Gå Fri (2012)
- Bag Mine Øjenlåg (2014)
- Alle Taler (2015)
- Som Børn På Ny (2017)
- Solen Brænder (2021)

### Singler
- "Måske om 5 år" (2009)
- "Lad Mig Gå Fri" (2012)
- "Når Du Er Her" (2012)
- "En Sidste Gang" (2013)
- "Ild I Min Røg" (2015)
- "Alle Taler" (2015)
- ”Som Børn På Ny” (2017)
- ”Lykken vender nu” (2017)
- ”Mellem Mig og Gud” (2020)
- ”Solen Brænder” (2020)
- ”Suk” (2021)
- ”Før Vi Mister Forstanden” (2021)
- "Planken Ud" (2021)
- "Legesyg" (2022)